# Kanako Spendlove
Pour les articles homonymes, voir Spendlove.
Kanako Spendlove (née Kanako Kitao (北尾 佳奈子, Kitao Kanako) le 6 février 1982 à Mukō, est une nageuse synchronisée japonaise.

## Carrière
Lors des Jeux olympiques de 2004 à Athènes, Kanako Kitao remporte la médaille d'argent en ballet avec Miho Takeda, Yoko Yoneda, Yuko Yoneda, Juri Tatsumi, Saho Harada, Naoko Kawashima, Michiyo Fujimaru et Emiko Suzuki.
Elle rejoint ensuite le Cirque du Soleil à Las Vegas, où elle se produit dans les spectacles aquatiques. Elle obtient la nationalité américaine en 2015, et commence à concourir avec Bill May dans les compétitions internationales de duo mixte synchronisé ; tous deux décrochent l’or lors des championnats pan-américains en 2016. En 2017, ils remportent deux médailles de bronze dans les épreuves du duo mixte libre et du duo mixte technique aux championnats du monde.